# Купатадзе, Лазаре
Лазаре Купатадзе (груз. ლაზარე კუპატაძე; 8 февраля 1996, Тбилиси, Грузия) — грузинский футболист, вратарь клуба «Сабуртало» и сборной Грузии.

## Биография

### Клубная карьера
Профессиональную карьеру начинал в сезоне 2013/14 в составе клуба «Сабуртало», с которым выступал в первой лиге Грузии. По итогам сезона 2014/15 выиграл с командой первую лигу, а летом 2015 года подписал контракт с клубом высшей лиги «Локомотив» (Тбилиси), за который сыграл 12 матчей. В 2017 году вернулся в «Сабуртало», а в 2018 году вместе с клубом стал чемпионом Грузии. Зимой 2019 года Купатадзе перешёл в состав люксембургского клуба «Женесс», но за полгода в чемпионате Люксембурга провёл лишь 3 матча и летом того же года вновь вернулся в «Сабуртало».

### Карьера в сборной
C 2016 по 2018 год был игроком молодёжной сборной Грузии. В основную сборную Грузии регулярно вызывается с сентября 2018 года, однако на поле пока не выходил.

## Достижения
«Сабуртало»
- Чемпион Грузии: 2018
- Победитель первой лиги Грузии: 2014/15
- Обладатель Кубка Грузии: 2019